# Zacatecas (État)
Pour les articles homonymes, voir Zacatecas.
Le Zacatecas (prononcé en espagnol latinoaméricain : /sakaˈtekas/), officiellement l'État libre et souverain de Zacatecas (en espagnol : Estado Libre y Soberano de Zacatecas /esˈtado ˈliβɾe i soβeˈɾano de sakaˈtekas/), est un État du Mexique, situé au centre-nord du pays. Il est bordé au nord par l'État de Coahuila, au nord-ouest par celui de Durango, à l'ouest par le Nuevo León, à l'est par celui de San Luis Potosí et au sud par le Jalisco et l'Aguascalientes. La ville de Zacatecas est la capitale de l'État. L'État de Zacatecas se compose de cinquante-huit municipalités et ses principales activités économiques sont l'industrie minière, l'agriculture et le tourisme.
L'État est connu pour ses grands dépôts d'argent (et d'autres minerais), pour son architecture coloniale et son importance pendant la révolution mexicaine.

## Histoire

### Époque précolombienne
Au XVIe siècle les Aztèques et les Espagnols avaient appelé cette partie du Mexique « La Gran Chichimeca » (qui rassemble aujourd'hui les États de Jalisco, Aguascalientes, Nayarit, Guanajuato et Zacatecas. La région était peuplée de tribus nomades et semi-nomades dont les quatre principales étaient les Caxcanes, les Guachichiles, les Tepehuanes et les Zacatecos, d'où vient le nom de Zacatecas. Le mot Zacatecos vient du nahuatl et signifie « là où il y a beaucoup de zacate (herbe) ».
Zacatecas compte plusieurs zones archéologiques dont les plus connues sont La Quemada (en) et AltaVista (en).

## Économie
Dans l'État de Zacatecas, on cultive notamment l'avoine, le maïs, le sorgho, l'orge et le haricot. Au total, 1 303 564 hectares sont cultivés. De plus, on y élève des bovins, porcins et ovins. Parmi les minerais exploités se trouvent l'argent, l'or, le mercure, le fer, le zinc, le plomb, le bismuth, l'antimoine, le cuivre et le cadmium.

## Géographie

### Flore et faune

Flore et faune
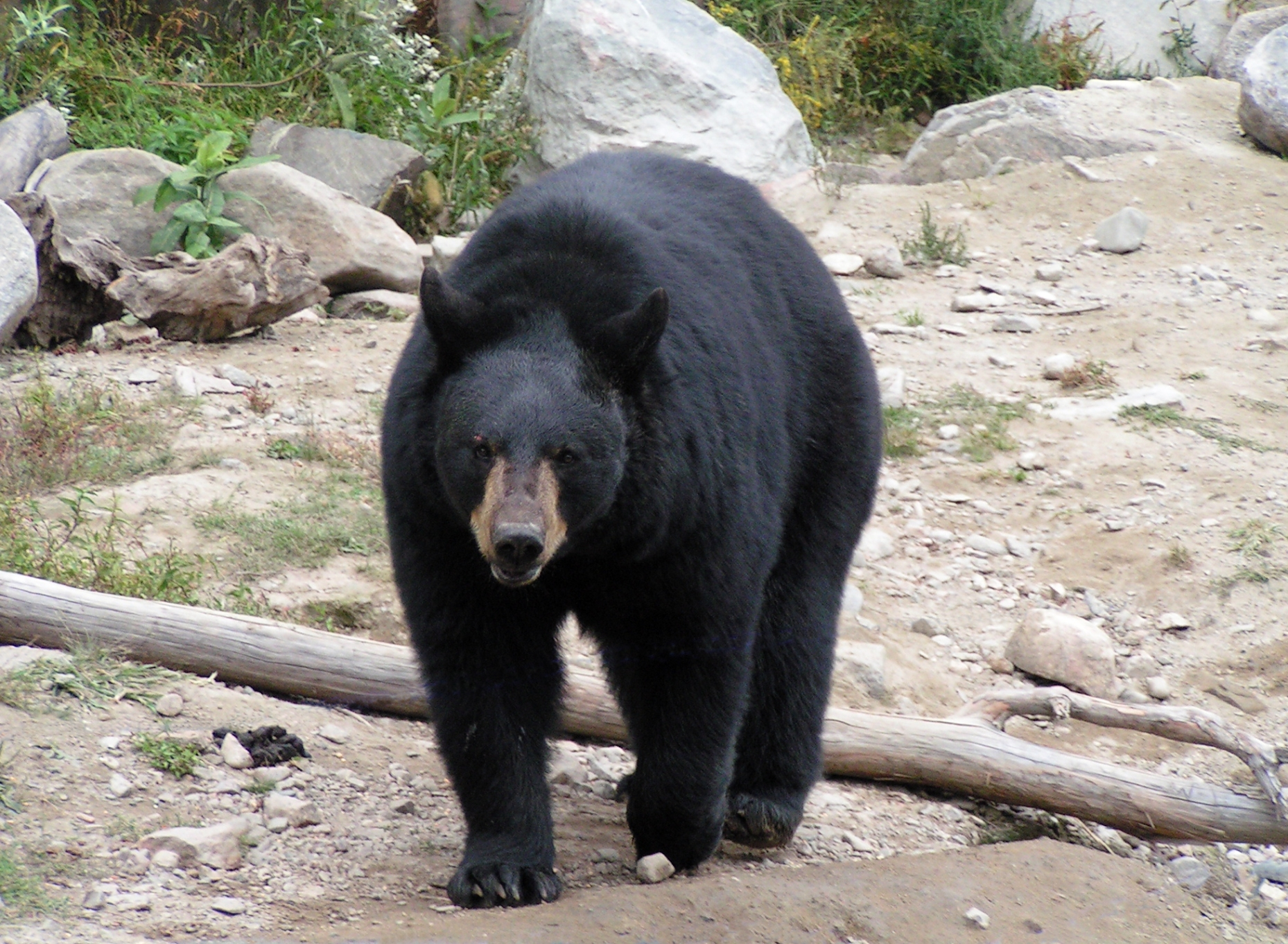
Ours noir
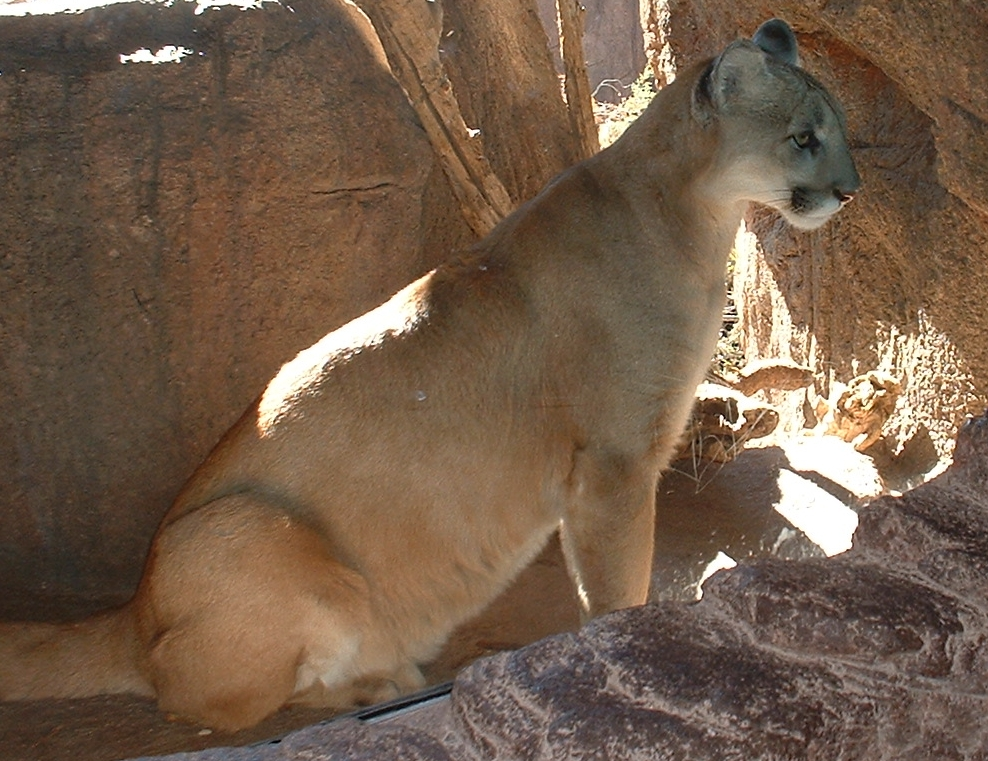
Puma
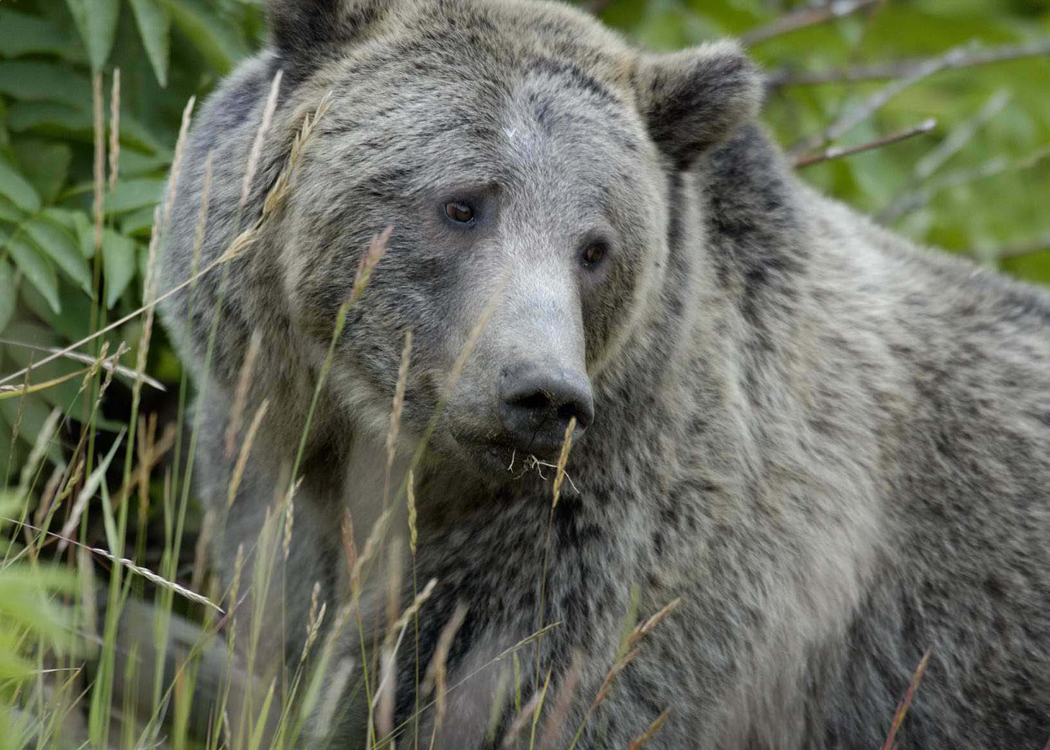
Grizzli
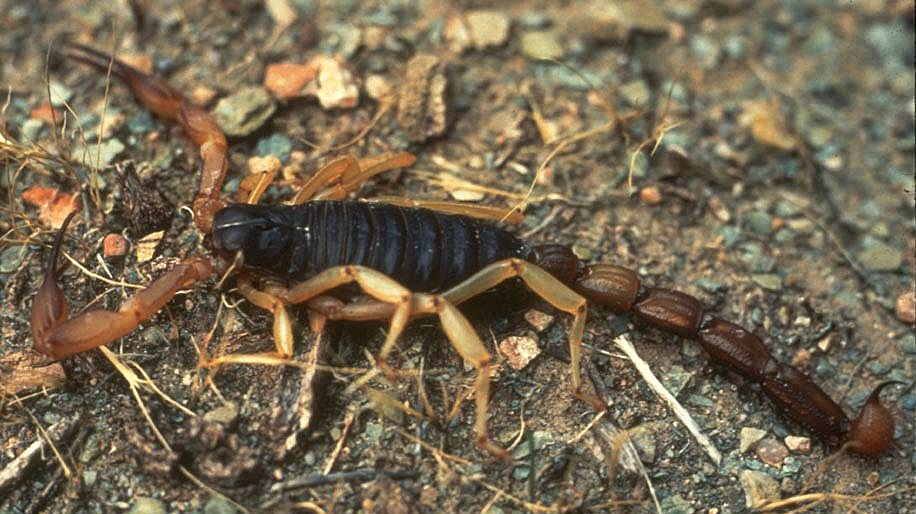
Centruroides suffusus
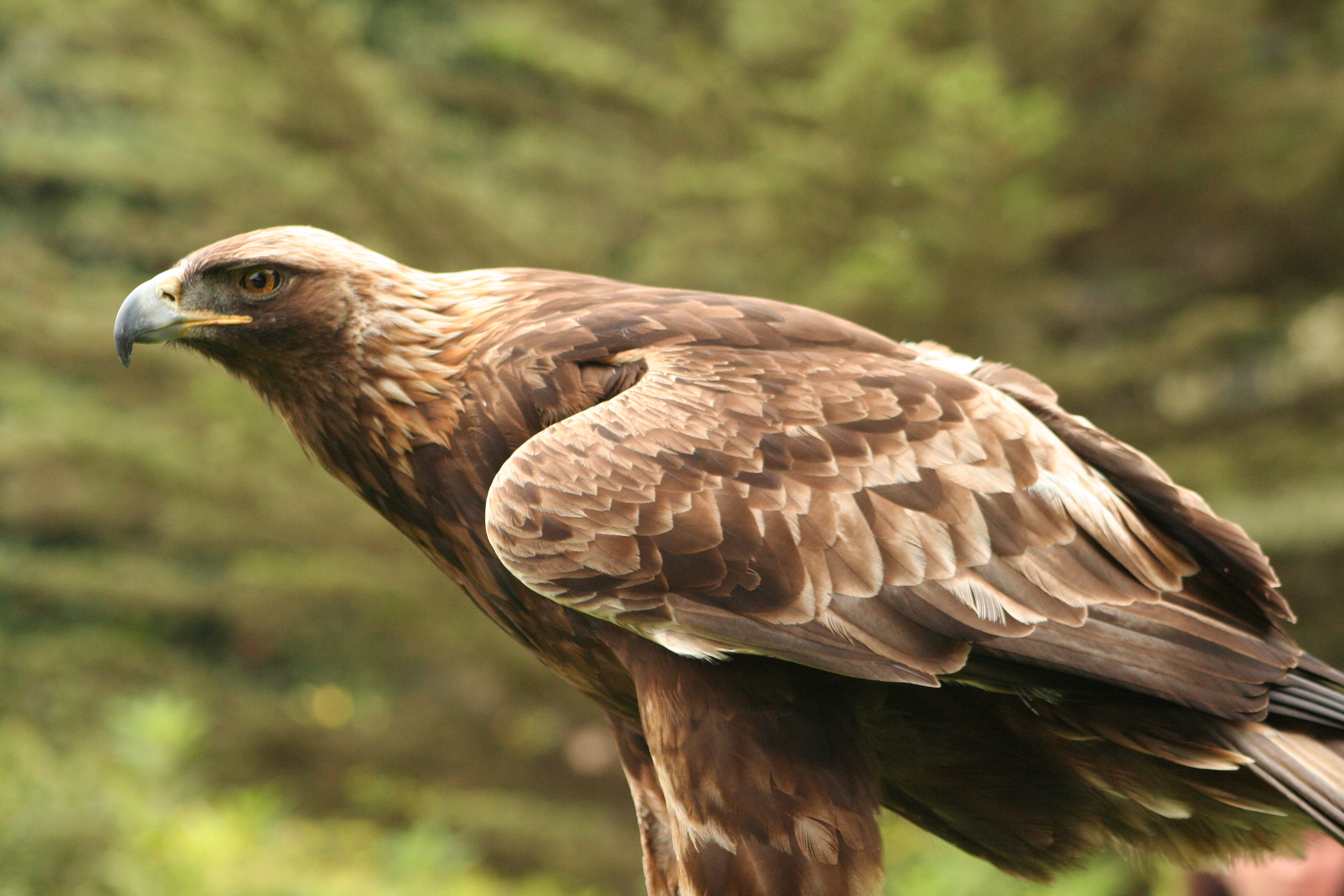
Aigle royal
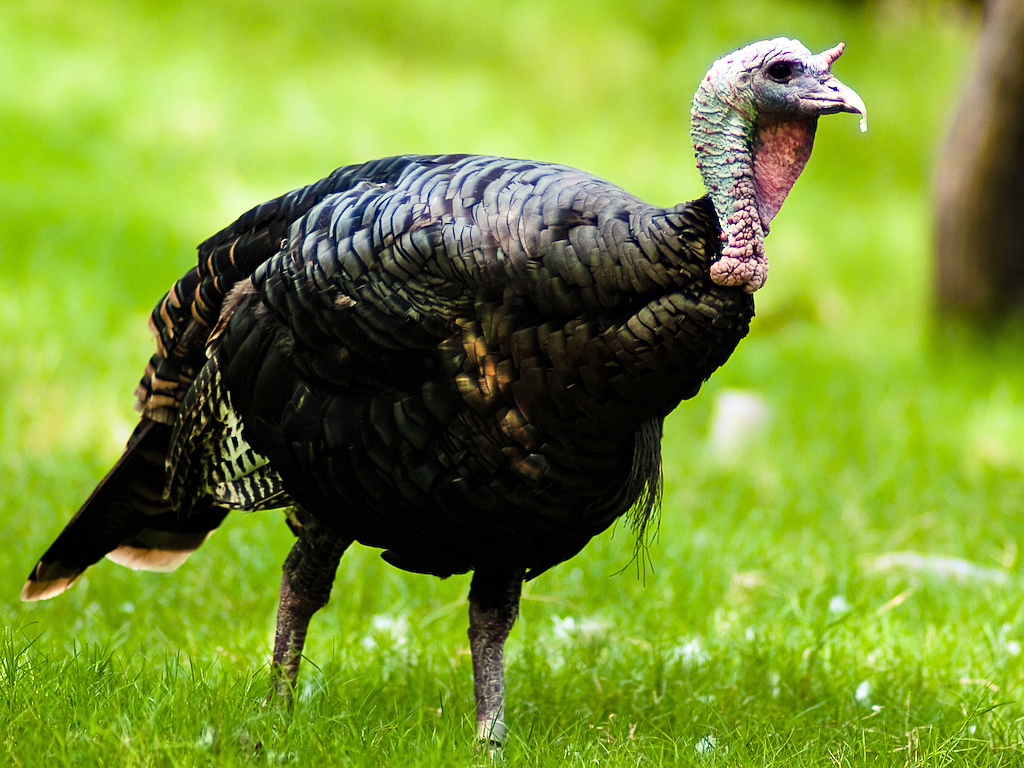
Dindon sauvage
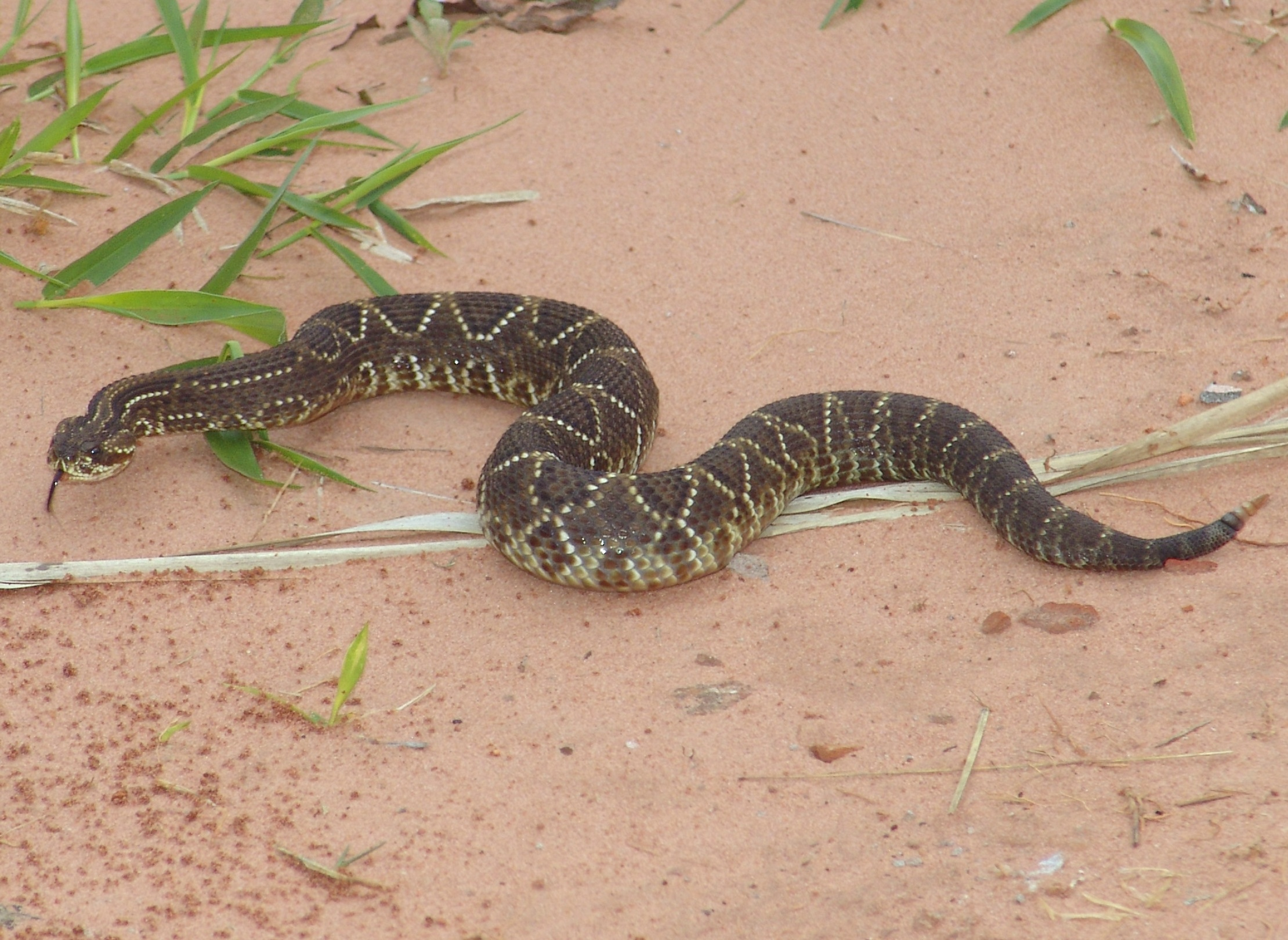
Crotale cascabelle
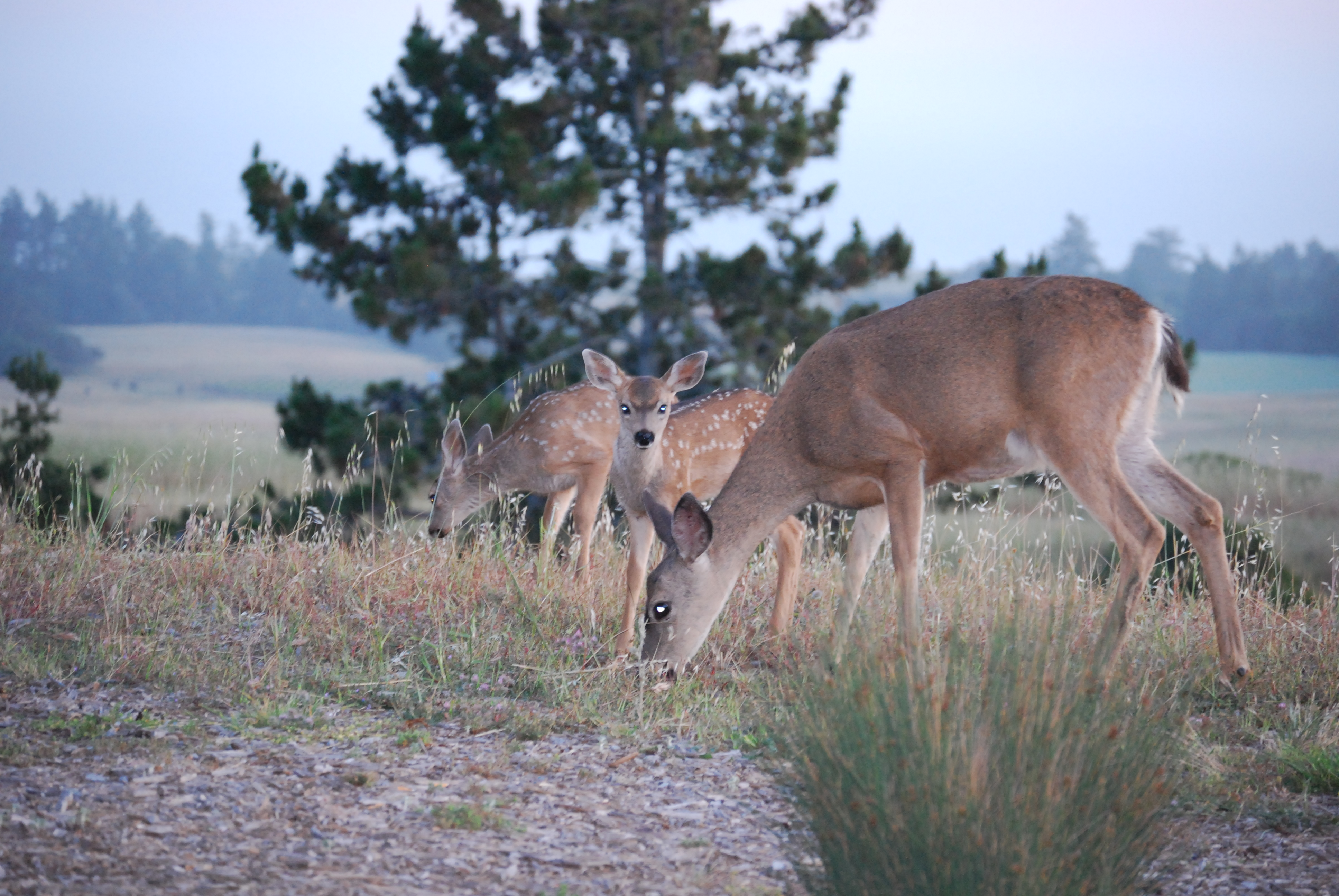
Odocoileus hemionus
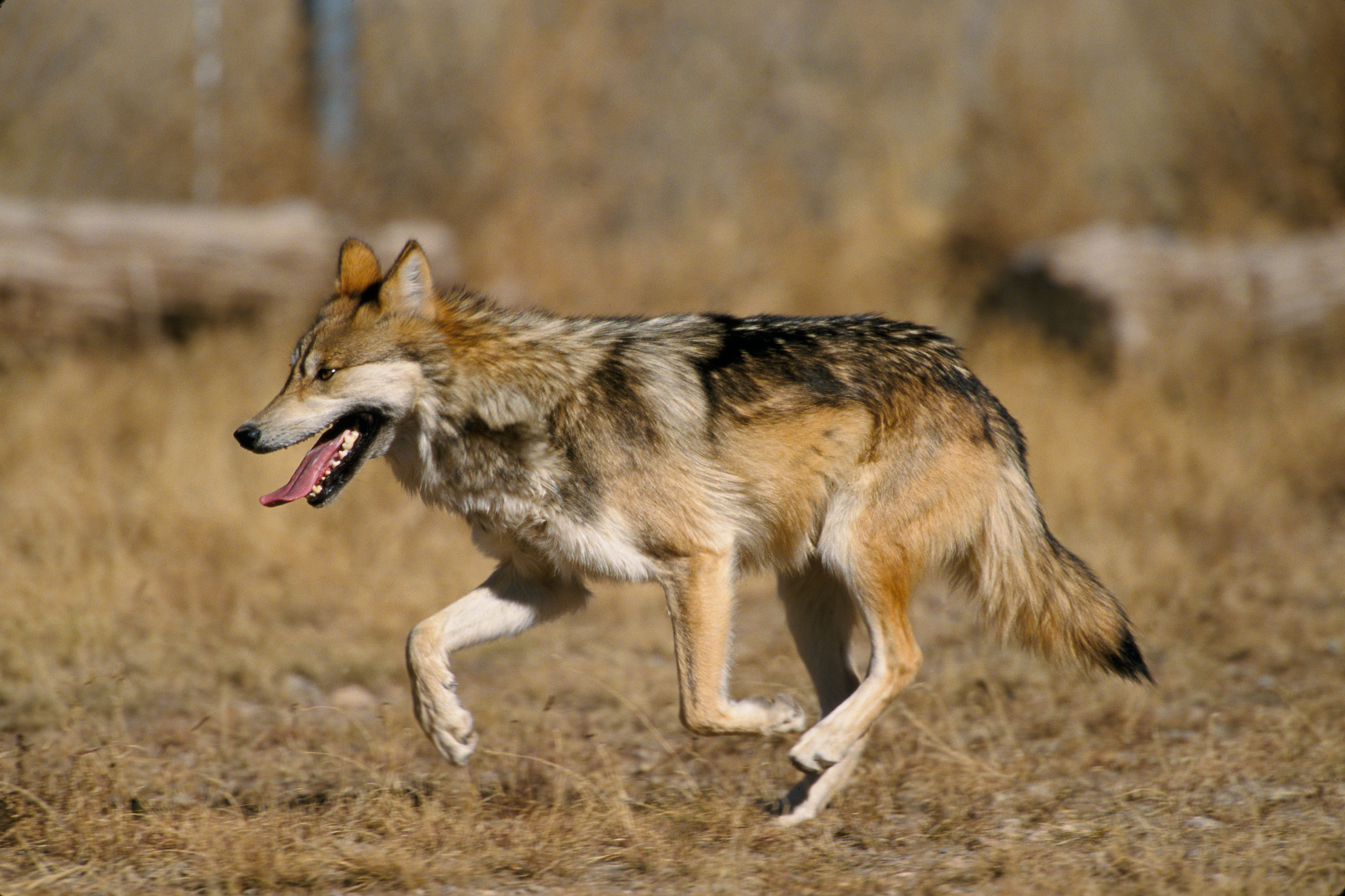
Loup du Mexique
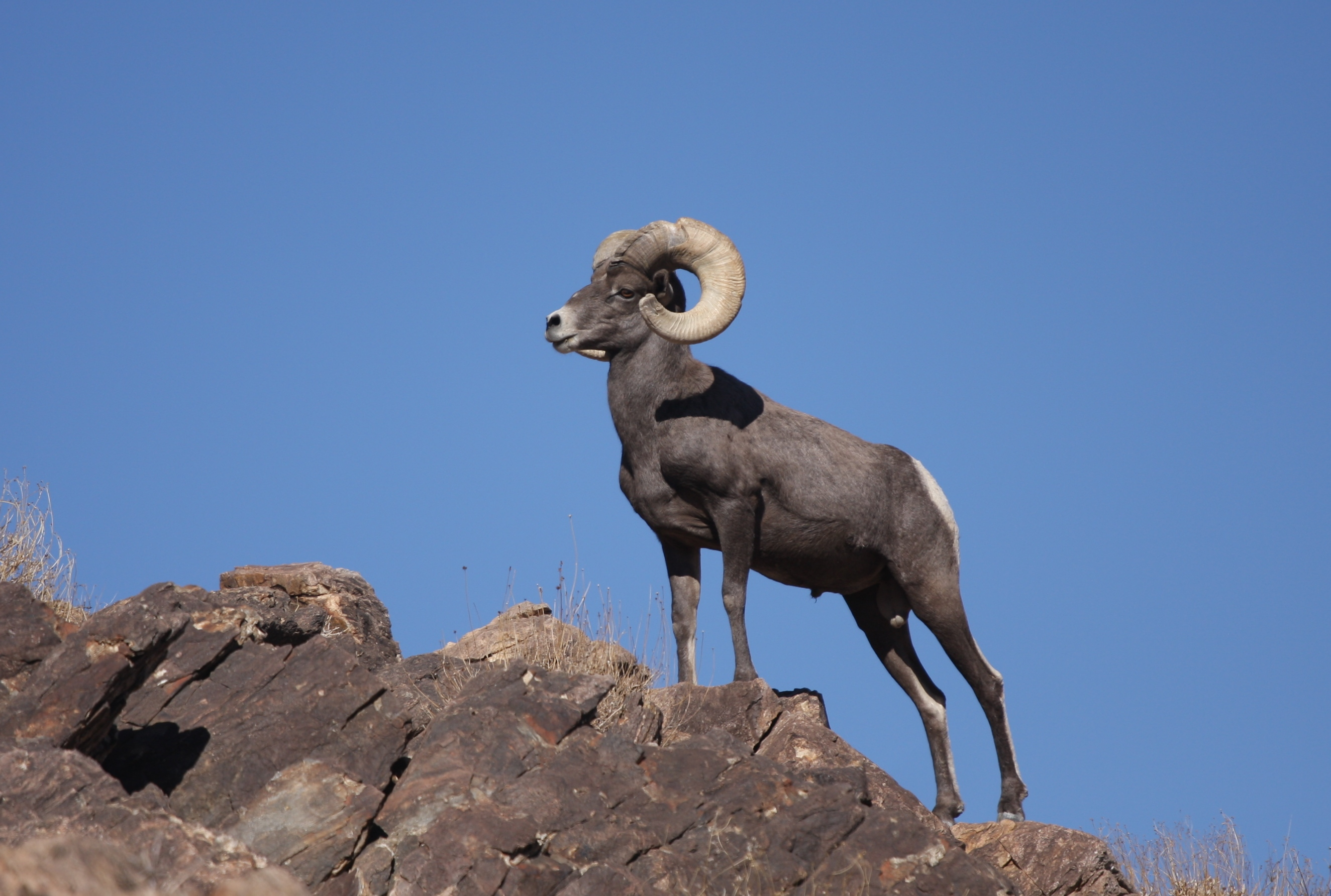
Mouflon canadien
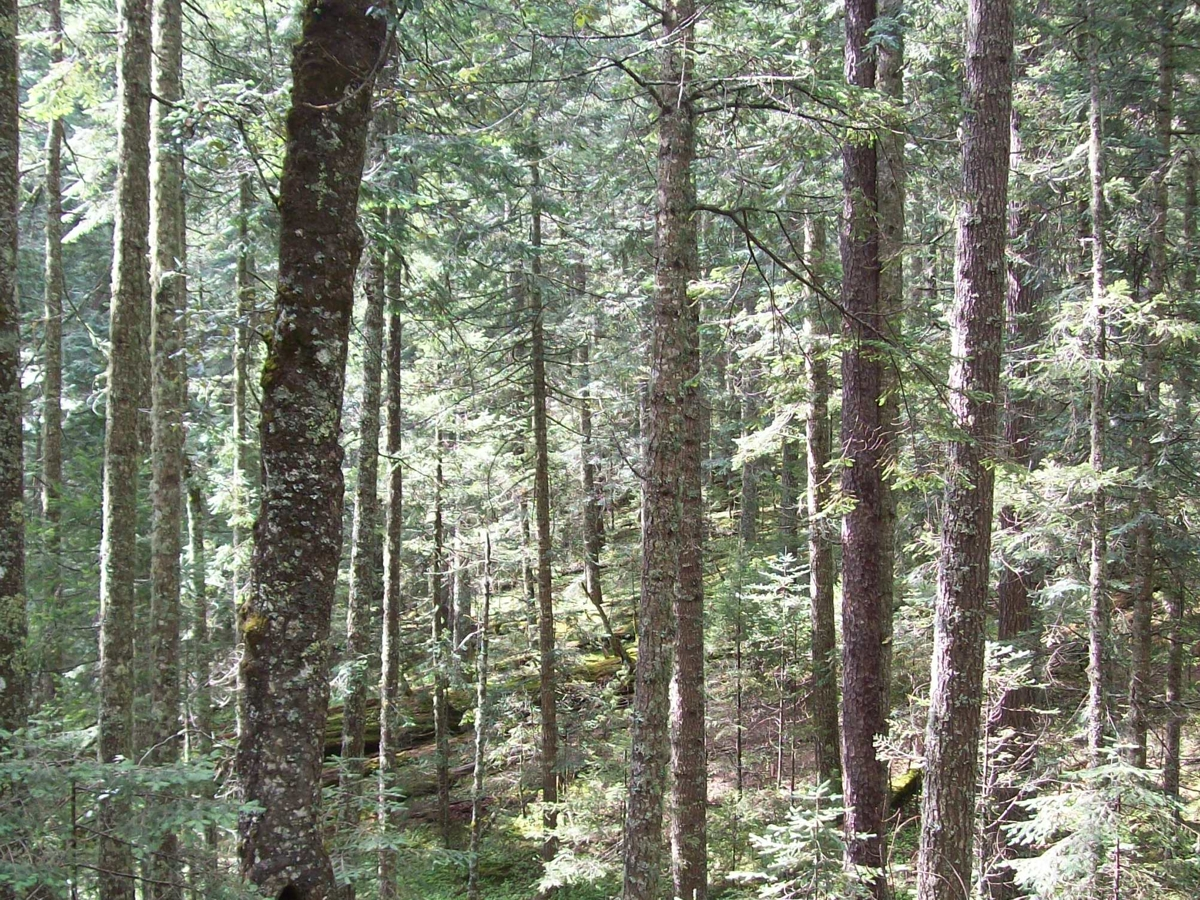
Abies durangensis
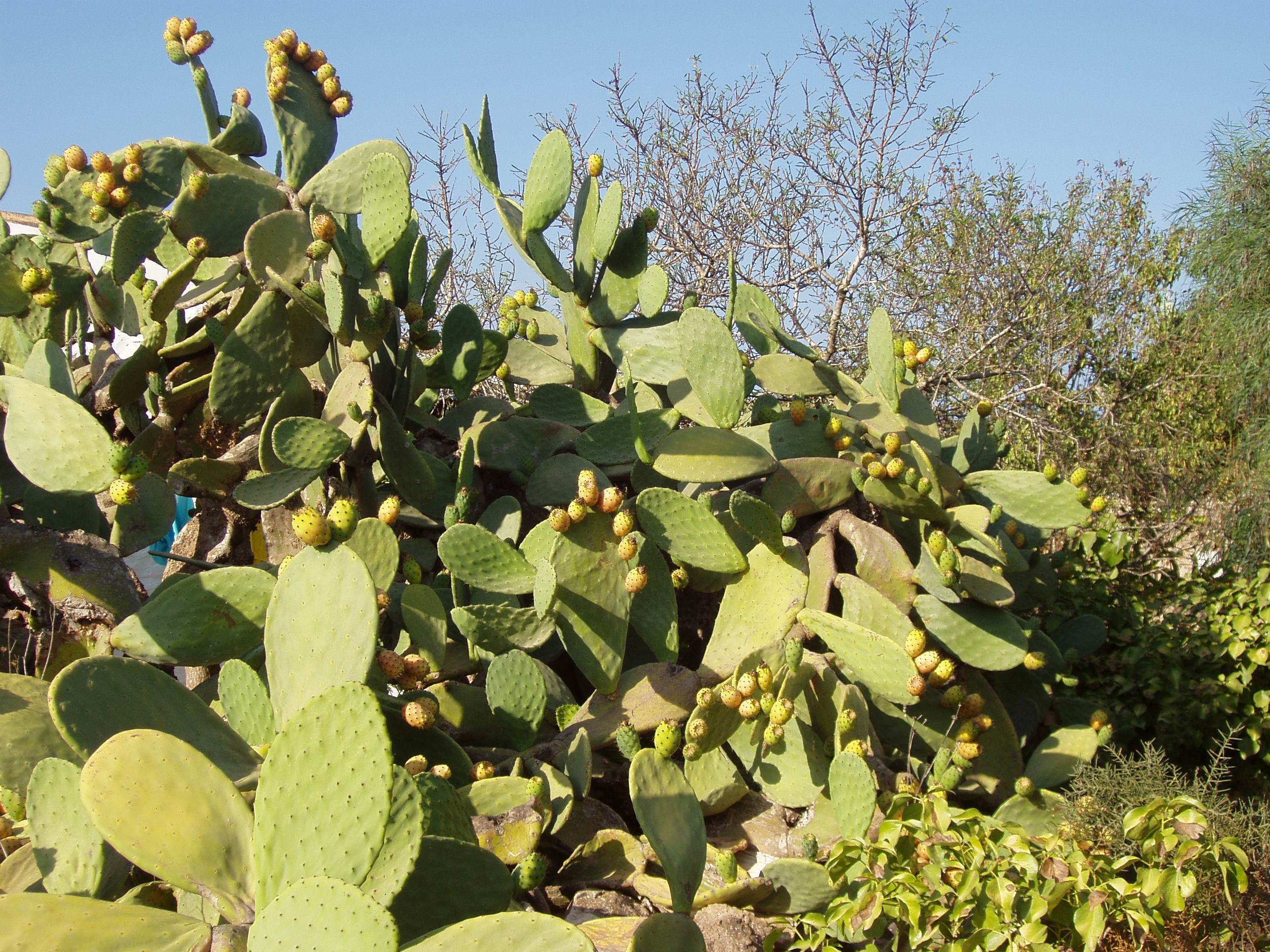
Figuier de Barbarie
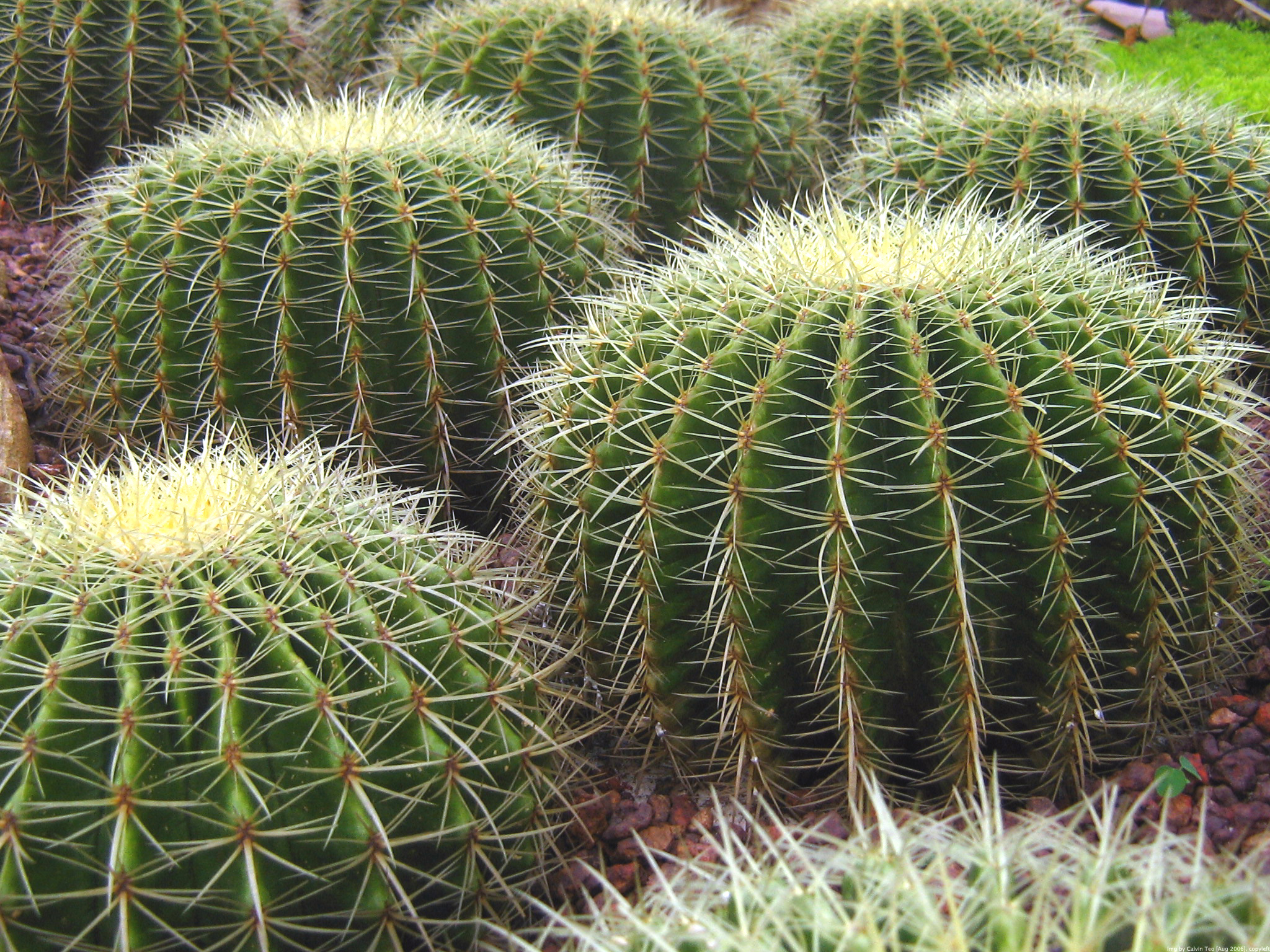
Echinocactus grusonii
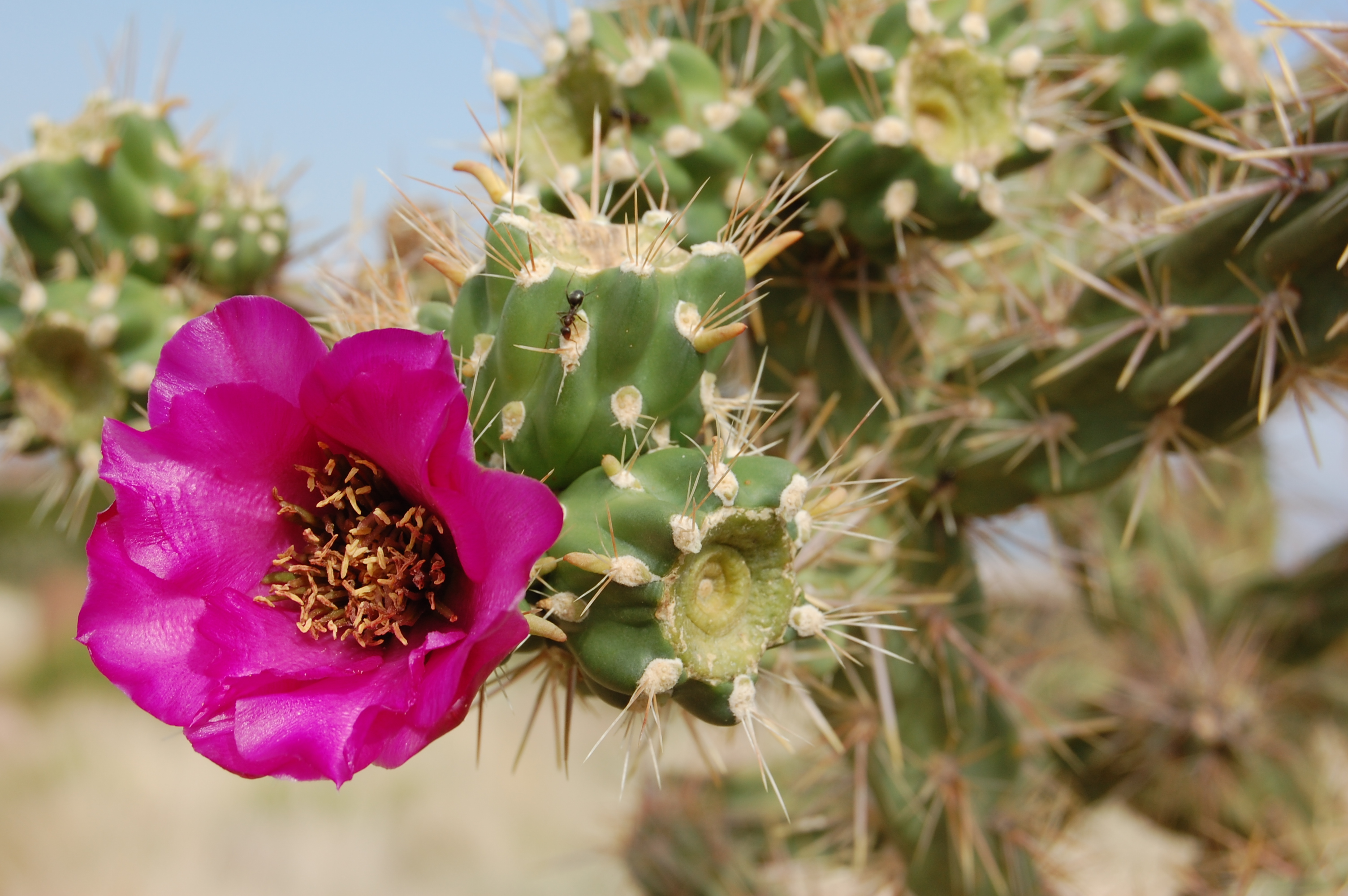
Cactus rustique
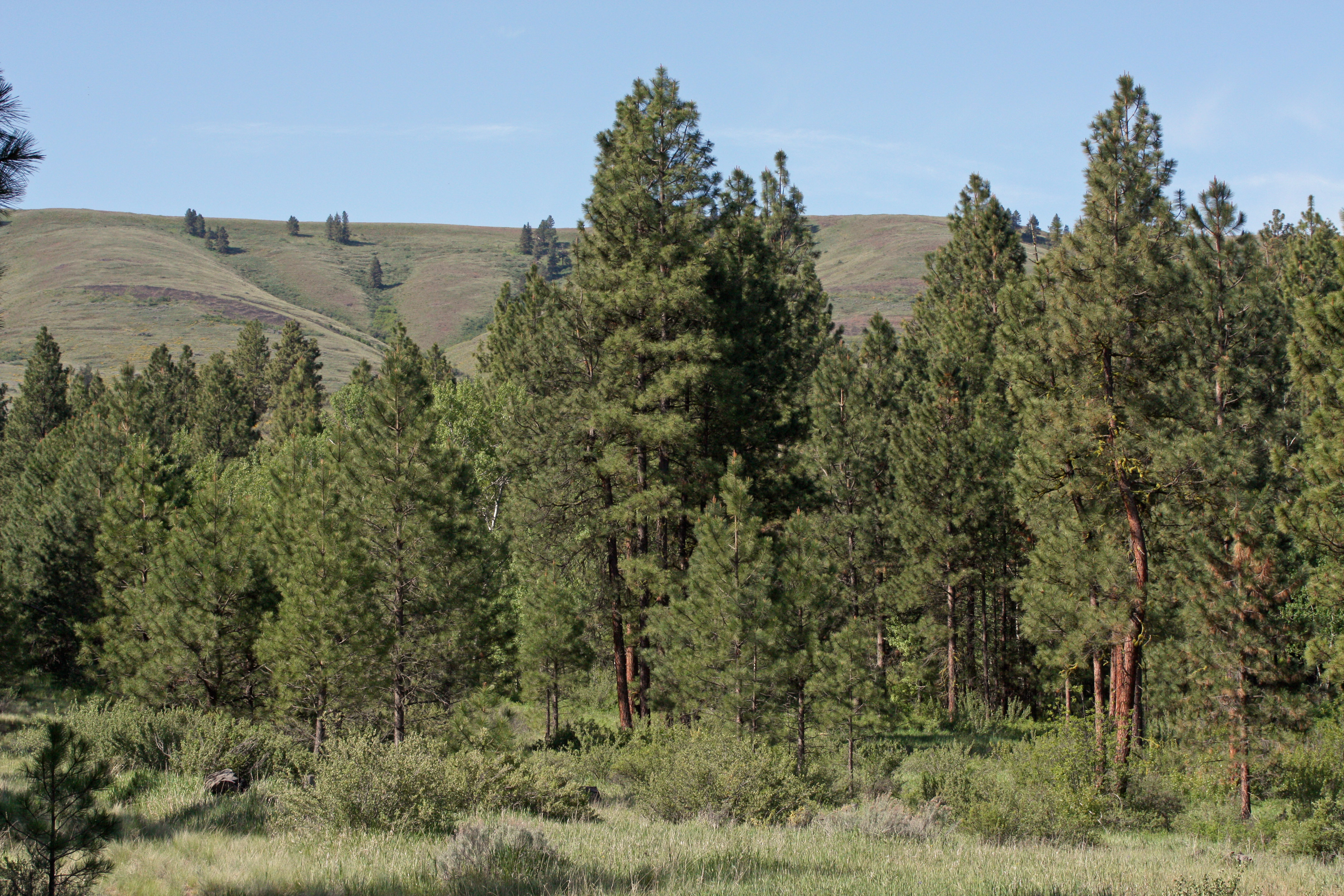
Pin ponderosa